# Caterina Conio
Caterina Conio (Santo Stefano al Mare, 1929 – Milano, 1996) è stata una storica delle religioni italiana, esperta di filosofia e religioni dell'India e pioniera del dialogo interreligioso tra cattolicesimo e induismo.

## Biografia
Era figlia unica di un direttore di banca e fin da piccola dovette seguirne gli spostamenti, trasferito per lavoro da Sanremo a Firenze e poi a Milano.
A Firenze Caterina frequentò il liceo classico e prese la sua prima laurea in letteratura francese nel 1952.
Determinante per la sua formazione fu il clima culturale che in ambito cattolico si viveva a Firenze nel dopoguerra, con personalità che influenzeranno la politica e il pensiero dell'Italia per tutta la seconda metà del ‘900. Protagonisti di questa stagione intellettuale furono Giorgio La Pira e Giuseppe Dossetti. In questo periodo si trovava a Firenze Don Divo Barsotti, il fondatore della Comunità dei Figli di Dio. Fu lui a suscitare in Caterina Conio la passione per il pensiero indiano e a parlarle dell'Ashram Indo-Cristiano di Shantivanam, dove Jules Monchanin e Henri Le Saux stavano effettuando un esperimento di dialogo interreligioso tra Cattolicesimo e Advaita. Caterina Conio decise quindi di indirizzare i suoi studi sul pensiero indiano.
Trasferitasi a Milano si iscrisse alla Facoltà di Filosofia dell'Università Cattolica e si laureò nel 1964 con una tesi sulla filosofia della Mandukya Upanishad (fu la prima tesi discussa alla Cattolica su un testo sacro non occidentale). Subito dopo, grazie ad una borsa di studio, partì per l'India.
A Varnasi, nella Hindu University, Caterina Conio continuò l'approfondimento filosofico della Mandukya. La sua tesi di dottorato sulla Mandukya Karika aveva come relatore il filosofo vedantico T.R.V. Murthy. Nell'introduzione alla pubblicazione in inglese del saggio The Philosophy of Mandukya Karika, tratto dalla tesi di dottorato, Caterina Conio dichiarò con chiarezza che ciò che animava i propri studi non era solo l'interesse accademico, ma il bisogno metafisico di un dialogo filosofico-religioso tra Oriente e Occidente.
A Vernasi intorno alla Hindu University si formò un gruppo di studiosi animati dalle stesse necessità; ne facevano parte anche Bettina Baümer e Raimon Panikkar coi quali la Conio strinse un'amicizia di lunga durata. Ambedue furono poi protagonisti di numerosi convegni, che Caterina Conio organizzò in Italia.
Nel 1964 Caterina Conio incontrò, recandosi nel Sud dell'India all'ashram di Shantivanam, il monaco benedettino francese Henri Le Saux e rimase profondamente affascinata dal pensiero e dalla personalità del mistico bretone.
Ritornata in Europa, continuò gli studi della lingua sanscrita con l'indologo tedesco Paul Hacker e diventò assistente di Gustavo Bontadini all'Università Cattolica , per poi iniziare ad insegnare Filosofia e Religioni dell'India all'Università di Pisa, nel 1974. Nello stesso anno, Caterina Conio fondò a Milano il Centro Interreligioso “Henri le Saux”. Il Centro, oltre ad approfondire la conoscenza del pensiero e dell'opera del monaco bretone e a migliorare il dialogo con il pensiero indiano, si prefiggeva di dialogare con tutte le confessioni religiose.
Caterina Conio dal 1974 al 1996 curò tutte le pubblicazioni del Centro, che faranno seguito ad una intensa attività di ricerca e di incontri tra fedeli di diverse religioni e studiosi di svariate discipline. Insieme a a Clelia Ruffinengo, su invito di padre Filiberto Guala accettò di riaprire il monastero di San Biagio di Mondovì
L'attività accademica di Caterina Conio presso l'Università di Pisa si protrasse fino al 1996, anno della sua morte. Numerosi i saggi pubblicati e i convegni internazionali da lei organizzati.

## Pubblicazioni

### Saggi
- The Philosophy of Mandukya Karika, Bharatiya Vidya Prakashan, Varanasi, 1971.
- Il Pensiero indiano: introduzione bibliografico-metodologica, Celuc, Milano, 1972.
- Mito e filosofia nella tradizione indiana: cosmogonie nei Mahapurana, Mursia, Milano, 1974,
- Induismo, Rizzoli, Milano 1984, ISBN 88-17-11105-8.
- Abhisiktananda: sulle frontiere dell'incontro cristiano-indu, Cittadella, Assisi 1994, ISBN 88-308-0541-6.
- Mistica comparata e dialogo interreligioso, a cura di Angela Fiorentini, Gloria Germani, Fabio Ghelardi, Mauro Giani, Jaca Book, Milano, 2011, ISBN 978-88-16-41108-1.

### Articoli e altri contributi
- Shantivanam la foresta della pace, in «L’Osservatore Romano», 18 febbraio, Roma 1965.
- Note sull'idealismo Yogacara, «Rivista di Filosofia Neo-scolastica», a. 58, fasc.1, Milano 1966.
- Parmenidismo ed eraclitismo nel Buddismo indiano, «Rivista di Filosofia Neoscolastica», fasc. IV-V, Milano 1968.
- L'Ermeneutica della Libertà religiosa, Atti del Convegno indetto dal Centrointernazionale di Studi Umanistici e dall'Istituto di Studi filosofici, Roma, 1968, (recensione).
- Bontadiniana (Caterina Conio... et al.), «Filosofia e vita», n. 3, lug.-set. 1969, Roma 1969.
- Logica e mistica nel buddhismo delle Madhyamika Karika, «Filosofia e vita», n. 4, ott.-dic., Roma 1969.
- L'analisi del linguaggio teologico: il nome di Dio, Atti del Convegno indetto dal Centro internazionale di Studi Umanistici e dall'Istituto di Studi filosofici, 1969.
- Dibattiti sul linguaggio teologico, Istituto di Studi filosofici, Roma 1969 (recensioni), «Rivista di Filosofia Neo-scolastica», fasc. III, 1970.
- La cultura indiana, «Studi sul Terzo Mondo» a cura del Centro culturale Pime. Lezione seconda, Centro Culturale Pime, Milano 1970.
- Il concetto gandhiano di uomo e società, «Rivista di Filosofia Neo-scolastica»,a. 62, fasc. 1-2, Milano [s. n.] 1970.
- Gandhi e il marxismo, «Il Ragguaglio Librario», anno 38°, n. 6, giugno, 1971.
- L'infallibilità: l'aspetto filosofico e teologico, Atti del Convegno indetto dal Centro internazionale di Studi Umanistici e dall'Istituto di Studi filosofici, Roma 1970, (recensione), «Rivista di Filosofia Neo-scolastica», fasc.I-III 1971.
- Teoria e pratica in un seminario internazionale di filosofia a Madras, 7-17 dicembre 1970, «Rivista di Filosofia Neo-scolastica», a. 63, fasc. 4, Milano[s. n.] 1971.
- La creazione nell'Orfismo e nel Vedismo, «Contributi dell'Istituto di Filosofia», vol. II, Pubblicazioni dell'Università del Sacro Cuore, Milano 1972.
- La salvezza secondo le religioni non cristiane nel mondo contemporaneo,«La Scuola cattolica, rivista teologica del Seminario di Milano», Milano 1973.
- Il primo capitolo dell'Anubhutiprakasa, «Rivista di Filosofia Neo-scolastica»,a. 65, fasc. 4, Milano 1973.
- Un breve trattato indiano di metafisica, «Verifiche» n. 2, Trento 1973.
- Scienze umane e discipline religiose, «La scuola cattolica», n. 1, Milano 1973.
- «Humanitas» – Nuova serie, n. 1, Morcelliana, Brescia 1984.
- Le beatitudini secondo il Mahatma Gandhi, «Servitium», n. 50, 1987.
- Il cristiano e la «tentazione» dell'oriente religioso. Una raccolta di contributi sulla meditazione orientale, «Humanitas», 1/1987, Morcelliana, Brescia 1987.
- Dolore e salvezza nell'esperienza di Henry Le Saux (Svamy Abhishiktananda), da «Dolore-malattia-salvezza», Quaderni del Centro Interreligioso Henry Le Saux, n. 6, 1988 (con lo pseudonimo di Katya Mudra).
- In ascolto delle altre religioni, «Manderò il mio spirito su tutti», Atti della XXXI Sessione di formazione ecumenica, La Mendola, Trento, 24 luglio-1º agosto 1993, pp. 142-145, Edizioni Dehoniane, Roma 1993.

### Curatele
- Le religioni non cristiane nell'opera "Dio esiste"? di Hans Küng, «Teologia», Morcelliana, Brescia 1970.
- Santità a confronto, «Convegno sulla “santità” nelle varie religioni a cura del Centro Interreligioso «H. Le Saux», Milano 16-18 dicembre 1988»
- Jules Monchanin, Mistica dell'India, mistero cristiano, traduzione di Giuseppe Cestari, a cura di Caterina Conio, Marietti, Genova 1992, ISBN 88-211-6790-9.
- La parola creatrice in India e nel Medio Oriente, Atti del Seminario della Facoltà di Lettere dell'Università di Pisa, 29-31 maggio 1991, a cura di Caterina Conio, Giardini Editori, Pisa 1994, stampa 1993.